# 格倫達爾山
格倫達爾山（英語：Mount Grendal），是南極洲的山峰，位於維多利亞地，處於瓦爾哈拉冰川和康羅冰川源頭之間，屬於阿斯加德山脈的一部分，海拔高度2,000米，在1962年由美國地質調查局繪入地圖，現時由南極條約體系管理。